# Кен Киси
Кенет Елтън Киси (на английски: Kenneth Elton Kesey) е американски писател, един от основополагащите автори в американската литература на 20 век.

## Биография
Кенет „Кен“ Киси е роден на 17 септември 1935 г. в Ла Хунта, Колорадо, но през 1946 г. семейството му се преселва в Спрингфийлд, Орегон. Там Киси живее в семейната ферма и израства в религиозна среда. Завършва Орегонския университет в Юджийн, специалността му е Реч и комуникация. Получава стипендия и завършва университета Станфорд със специалност художествено писане. През 1959 г. става доброволец в правителствена програма за изследване на наркотични средства. Участва в опити с ЛСД, мескалин и други. Докато работи като санитар в една психиатрична болница започва да халюцинира за индианец, който мете пода. Това става основа на един от най-ярките образи в най-известната му творба „Полет над кукувиче гнездо“ публикувана през 1962 г., която е написана като дипломна работа за университета. Със силното си протестно звучене, тази първа книга на писателя го превръща в култова фигура за американската младеж от 60-те години на 20 век.
За да подготви втората си книга, семейната сага „Понякога велика идея“ 1964 г., Киси се премества да живее в Ла Хонда, щата Калифорния. Романът е за конфликтите между индивидуализма на Запада и интелектуализма на Изтока в Съединените щати.
През 1964 г. Киси и приятелите му, които стават известни като „Веселите пакостници“, купуват училищен автобус и заминават за Ню Йорк. На волана е Нийл Касиди. Киси и пакостниците обикалят САЩ и дават ЛСД на всички, които искат да опитат. В този период неговият познат Тимоти Лири още е против толкова свободно разпространение на наркотика и дори отказва да му даде от своите запаси, когато Киси и пакостниците му идват на гости. Голяма част от пътуването е заснето на филм. По-късно Киси прожектира части от него на партитата си, пред упоените си с наркотици гости. През 1965 г. Киси е арестуван за притежание на марихуана и лежи в затвора пет месеца.
Третата си книга „Песента на моряка“ Киси публикува чак през 1992 г. Характерно за книгите на Киси е, че зад частните случаи, за които пише, писателят се опитва да представи по-мащабния модел на цялото американско общество с неговите недостатъци и стремежи. Друга особеност на Киси е „локалният национализъм“ в неговите произведения – действието в тях винаги се развива в местата, в които авторът е живял през детството и юношеството си – факт, който кара много критици да го сравняват с Уилям Фокнър.
Кен Киси умира на 10 ноември 2001 г. след операция на чернодробен рак.

## Произведения

### Самостоятелни романи
- One Flew over the Cuckoo's Nest (1962)
Полет над кукувиче гнездо, изд. „Терзиев и синове“ (1993), прев. Мариана Неделчева
- Sometimes a Great Notion (1963)
- Kesey's Garage Sale (1973)
- Little Tricker the Squirrel Meets Big Double the Bear (1988)
- Caverns (1990) – с О. У. Левон
- The Further Enquiry (1990)
- The Sea Lion (1991)
- Sailor Song (1992)
Песента на моряка, изд.: „Народна култура“, София (1980, 1982), изд. „Терзиев и синове“ (1994), изд.: „Сиела“, София (2018), прев. Йолина Миланова
- Last Go Round (1994) – с Кен Бабс
Съдбовен кръг, изд.: ИК „Абагар“, Велико Търново (1995), прев. Димитър Добрев

### Сборници
- Demon Box (1986)

### Документалистика
- The Merry Pranksters (1999)
- Conversations with Ken Kesey (2014)

### Екранизации
- 1971 Понякога страхотна идея, Sometimes a Great Notion
- 1975 Полет над кукувиче гнездо, One Flew Over the Cuckoo's Nest
- 1976 Toestanden – по „Полет над кукувиче гнездо“